# Cladura shomio
Cladura shomio là một loài ruồi trong họ Limoniidae. Chúng phân bố ở miền Cổ bắc.